# Fabio Doplicher
Fabio Doplicher (Trieste, 11 settembre 1938 – Torino, 18 settembre 2003) è stato un poeta, scrittore e drammaturgo italiano.

## Biografia
Trasferitosi a Roma nel 1954 dopo la morte del padre, vi ha vissuto fino al 2001, anno in cui si trasferì a Torino con la moglie, la poetessa Valeria Rossella.
Per molti anni animatore culturale, ha curato cicli di letture poetiche e convegni, la serie di manifestazioni Poesia della Metamorfosi e le relative antologie (Poesia della metamorfosi, 1984;  Il pensiero, il corpo, insieme a Umberto Piersanti, 1986; Antologia europea, 1991) presso l'omonimo Centro Internazionale di Fano (attivo principalmente fra il 1982 e il 1984), alla cui fondazione ha contribuito con manifesti e programmi.
Con il Circuito Teatro e Musica ha realizzato per tre anni Il teatro dei poeti a Roma, curandone la relativa antologia (1987).
Ha fondato e diretto la rivista Stilb (1981-1983).
Ha curato, come poeta e critico, numerosi cicli sulla poesia su Radiouno in collaborazione con Mario Mattia Giorgetti (oltre 150 trasmissioni), fra il 1985 e il 1992: Poeti al microfono, La poesia nel mondo, Il mondo dei poeti, M'illumino d'immenso, Voci dal silenzio, Incontri con la poesia.
Ha pubblicato saggi critici e recensioni su numerosi giornali e riviste italiani e stranieri. È stato per sedici anni il critico della rivista teatrale Sipario'.
Le sue poesie sono state tradotte in una quindicina di lingue.
Una serie di pregevoli racconti, quasi tutti di argomento triestino e il cui nucleo originario suscitò l'interesse del noto critico Bobi Bazlen, è uscita sulla rivista Alla bottega negli anni fra il 1968 e il 1976.
Di lui Raffaele Crovi ha scritto: “Poeta colto, sensitivo, di intonazione profonda, (all’apparenza controllata, in realtà vertiginosa) e di grande vibrazione intellettuale ed esistenziale, Fabio Doplicher ci offre una straordinaria rappresentazione polifonica di un tempo, il nostro, dove crisi individuali e crisi collettive creano proiezioni visionarie”.
La dimensione corale della poesia doplicheriana è sottolineata da Ernestina Pellegrini: “Il poeta parla molto poco di se stesso e con grande pudore, rinuncia alla prima persona elegiaca, agli accenti individualistici, e fa della sua poesia lo spazio di una moltitudine”, mentre Umberto Piersanti ne evidenzia la concretezza visionaria: “Una poesia densa di “cose”: vicende anche, ma ancora di più riflessioni e percezioni. Eppure quella di Doplicher non è mai un’astratta poesia di pensiero. Anzi, si presenta come magmatica ed incandescente: il passato e il presente, la desolazione e la denuncia (mai del resto facile ed ideologica) s’incontrano con gli spazi lirici e il respiro del paesaggio.”

## Opere

### Poesia
- Il girochiuso (Trevi, Roma, 1970)
- La stanza del ghiaccio (De Luca, Roma, 1971)
- I giorni dell'esilio (Lacaita, Manduria, 1975)
- La notte degli attori (Carte Segrete, Roma, 1980)
- La rappresentazione (Quaderni di Stilb, Roma, 1984). Premio Montale.
- Curvano echi dentro l'universo (Vinelli, Foggia, 1985)
- Memoria di pietra (cartella d'arte con tre xilografie di Luigi Spacal, Edizioni dell'Arancio, San Benedetto del Tronto, 1988)
- I sonetti di Kiev (120 copie con incisione originale di Luciana Nespeca), Stamperia dell'Arancio, San Benedetto del Tronto, 1989
- L'edera a Villa Pamphili (con 6 acqueforti di Sandro Stenico), El Bagatt, Bergamo, 1989. Introduzione di Vincenzo Guarracino.
- Esercizi con la mia ombra, Caramanica, Marina di Minturno, 1995. Introduzione di Dante Della Terza.
- Compleanno del millennio, Nino Aragno Editore, Torino, 2001. Postfazione di Alberto Bertoni. Premio San Pellegrino.
- El sburto, Circolo Culturale di Meduno, 2003. Introduzione di Giovanni Tesio.
- Viagiar a casa mia, Caramanica, Marina di Minturno, 2005 (post.)
- Poesie di Roma, Archinto, Milano, 2010 (post.)
- El putel orbo, Il Ramo d'Oro Editore, Trieste, 2010 (post.). Prefazione di Elvio Guagnini.

### Teatro (selezione)
- Un nido sicuro (dramma in tre tempi), trasmesso dal Terzo Programma radiofonico il 17/12/1973. Regia di Massimo Scaglione. Una scena è pubblicata in La città futura, aprile 1978.
- Della Notte (dramma sperimentale), in Sipario (rivista), n. 357, febbraio 1976 (con nota di Ruggero Jacobbi).
- Nergàl-Ereshkigàl (dramma), in Ridotto, XXXVI, 3/4, marzo/aprile 1976, con nota di Giorgio Prosperi. Trasmesso da Raiuno il 14/4/1978. Regia di Giorgio Pressburger.
- La discesa (radiodramma, primo classificato al premio per il cinquantenario della Rai). Trasmesso da Radiouno il 20/4/1976. Regia di Vittorio Melloni. Musiche di Franco Donatoni. Pubblicato da Eri – Premio Italia, ed. trilingue ridotta; e in Sipario, n. 389, ottobre 1978 (con nota di Giacinto Spagnoletti).
- L'isola dei morti, variante, in Ridotto, 3/4, marzo/aprile 1978. Rappresentato a Roma, Teatro Spaziouno, il 6/11/1978 dalla Cooperativa La Fabbrica dell'Attore. Regia di Giancarlo Nanni. Premio Pirandello-Agrigento.
- L'XI giornata del Decamerone, elaborazione scenica con Roberto Guicciardini, in collaborazione con il Gruppo della Rocca, rappresentato al teatro Romano di Fiesole il 10/7/1979, poi in estiva e invernale. Musiche di Nicola Piovani. Regia di Roberto Guicciardini.
- La parola e i fuochi (San Bernardino), in Ridotto, n. 11, novembre 1980. Messo in scena il 25/12/1980 al Teatro Comunale dell’Aquila, prodotto dalla Rai e dal Teatro Stabile dell’Aquila. Trasmesso dalla Terza Rete TV. Regia di Antonio Calenda.
- I gioielli indiscreti. Viaggio con Diderot sulle vie della ragione e dell'immaginario, in collaborazione con Roberto Guicciardini. Rappresentato dal Teatro Regionale Toscano al Rondò di Bacco a Firenze il 2/1/1981, poi in tournée e alla Biennale di Venezia. Regia di Roberto Guicciardini. In Quaderni di teatro, III, 11, febbraio 1981 (Il teatro dell'Illuminismo, Vallecchi).
- Venite a sognare con noi, serie di 13 radiodrammi trasmessi da Radiouno (9/7 – 1/10/1981). Regia di Luciano Paesani.
- Della Notte (dramma in tre atti), in Ridotto, n. 12, dicembre 1983
- Metamorfosi veneziane, copione originale da un proprio testo teatrale realizzato per la Terza Rete TV da Giancarlo Nanni.
- I mimi galanti (dramma itinerante in tre tempi per attori, mimi, balletto e video), in Ridotto, n. 4/5, aprile/maggio 1985 (con note di Paolo Guzzi e di Giancarlo Nanni).
- Il ventre del gigante (Gli ultimi medici) (dramma in 11 quadri. Messo in scena al teatro Romano di Fiesole l'11 giugno 1986 dal Gruppo della Rocca. Regia di Roberto Guicciardini. Promosso dal Centro Internazionale di Drammaturgia di Fiesole, nell'ambito di Firenze capitale della cultura europea, con la collaborazione del Festival delle Ville Vesuviane, che poi lo presenta a Villa Campolieto. In Ridotto, n. 6/7/8, giu.lu.agosto 1988.

La sua opera omnia teatrale è stata pubblicata presso le Edizioni BE@A, Trogen (Svizzera), con il titolo complessivo Teatro Meraviglioso. Nel 2012 è uscito il primo volume con prefazione di Antonio Calenda. Contiene: La discesa; L'isola dei morti, variante; Della notte; L'XI giornata del Decamerone; Il favore dei potenti; La parola e i fuochi; I gioielli indiscreti; I mimi galanti; Il ventre del gigante; La scatola delle meraviglie. Il volume II, uscito nel 2015, contiene: Il comando; Nergal-Ereshkigal; Icongiurati del Sud; L'illusionista; Parcheggio di famiglia; La via della bora; Passaggio di consegne; La città sospesa; Un nido sicuro; Una serata futurista; La morte del conte di Cavour. Il volume III, uscito nel 2017, con la ristampa dell'introduzione di Antonio Calenda e di un saggio introduttivo di Ruggero Jacobbi, contiene: "Venite a sognare con noi", tredici brani brevi di teatro radiofonico; tre Radiodrammi brevi:  "La regina e i pesci che scoppiarono a ridere", "La rana al circolo del golf", "La pista del flauto meraviglioso";  Primi scritti teatrali:  "Il traditore", "Fuoricorso in mangiatoia".